# Kim Bok-dong
Kim Bok-dong (em coreano 김복동; Yangsan, 19 de abril de 1926 – Seoul, 28 de janeiro de 2019) foi uma ativista sul-coreana pelos direitos humanos, conhecida por seu trabalho contra a exploração sexual e contra o estupro como arma de guerra.
Kim foi uma das milhares de mulheres coreanas forçadas a trabalhar como mulheres de conforto pelo Exército Imperial Japonês, que recrutava meninas adolescentes, entre 10 e 18 anos, e as forçavam a uma vida de escravidão sexual a serviço dos militares. Com 14 anos, Kim foi sequestrada e ficou presa em bordéis durante oito anos em vários países da Ásia.
Por suas experiências como mulher de conforto, Kim se tornou ativista, lutando pelo fim da violência sexual, principalmente em períodos de guerra, pelo fim do imperialismo, direitos dos trabalhadores e uma reconciliação interna na Coreia devido ao período de guerra. Kim fez três pedidos ao governo japonês: uma desculpa formal do Estado Japonês, reparações às mulheres escravizadas e correção dos livros de história japoneses para incluir tópicos relacionados à violência sexual cometida pelos militares.

## Biografia
Kim nasceu na cidade de Yangsan, na província de Gyeongsang do Sul, em 19 de abril de 1926. Era a quarta entre as seis filhas de uma família abastada que, posteriormente, perdeu parte de sua fortuna e conforto. O fim das finanças da família acabou por tirar as meninas da escola. Seu pai morreu quando Kim tinha 8 anos. Suas três irmãs mais velhas se casaram a fim de escapar dos tempos difíceis. Kim permaneceu em casa, ajudando a cuidar das duas irmãs mais novas.
Quando Kim tinha entre 14 e 15 anos, ela e sua mãe foram enganadas pelos japoneses. Eles disseram a Kim que ela poderia apoiar os esforços de guerra trabalhando em uma fábrica de tecidos sob a bandeira do Jeongsindae (Corpo de Serviço Laboral Voluntário) e que estaria de voltar em três anos. Caso contrário, sua família seria considerada traidora e poderia enfrentar sérias consequências. As autoridades japonesas ainda fizeram sua mãe assinar um documento que liberava a menina para o trabalho. Sua mãe não conseguiu ler o documento, escrito em japonês, mas acabou concedendo ao pedido, acreditando que a filha estaria segura em uma fábrica japonesa.
Kim nunca chegou ao Japão. Ao invés disso, ela foi enviada para um dos bordeis que alojavam as mulheres de conforto em territórios ocupados pelos japoneses, onde ficou por oito anos. Ela esteve em Guangdong, Hong Kong, Singapura, Indonésia e Malásia, sendo obrigada a trabalhar todos os dias, em especial aos domingos, das oito da manhã até às cinco da tarde.
| “ | Nos dias de semana, tinha de receber 15 soldados por dia. Aos sábados e domingos, eram mais de 50. Fomos tratadas pior do que animais. | ” |

Junto de outras duas garotas, Kim tentou o suicídio enquanto era escravizada, por envenenamento, mas os oficiais japoneses as encontraram inconscientes e as levaram para o hospital, onde os médicos fizeram lavagem estomacal, machucando os órgãos permanentemente. Dez dias depois, Kim acordou decidida a contar às pessoas que aconteceria com ela e as amigas. Ela acreditava que se seu pai estivesse vivo na época, ela não teria sido levada tão facilmente.
Aos 21 anos, Kim finalmente pode retornar para sua cidade natal. Ela não contou à família o que tinha sofrido, apenas para sua mãe que, infelizmente, ficou tão chocada com o que tinha acontecido que sofreu um infarto.
Depois da Guerra da Coreia, Kim abriu um restaurante de sucesso em Busan, onde suas irmãs mais velhas moravam. Kim conheceu o futuro marido por volta dessa época, mas lamentava a incapacidade de ter filhos, acreditando ser uma consequência de seu período como escrava sexual. Seu marido viria a falecer sem nunca saber sobre seu passado. Foi só depois de sua morte que Kim começou a falar sobre suas experiências na guerra.
| “ | Mesmo depois de voltar ao meu país, nunca foi uma libertação verdadeira para mim. | ” |

## Ativismo
Após a morte de seu marido, Kim começou a falar de suas experiências e então se aliou a outras mulheres em busca do reconhecimento das vítimas da exploração sexual japonesa. Em 1992, um ano após o ativista Kim Hak-sun quebrar o silêncio sobre o assunto, Kim pode, enfim, falar publicamente sobre suas experiências. No mesmo ano, ela começaria a participar de protestos semanais, as Demonstrações de Quarta-feira, na frente da embaixada japonesa.
Em 1993, Kim participou e testemunhou na "Conferência Mundial de Direitos Humanos" em Viena, na Áustria. Desde então, ela contou sua história em vários eventos, tanto no Japão quanto nos Estados Unidos, viajando para vários países de maneira a participar de outros protestos pelas reparações e desculpas oficiais.
| “ | Ao contar minha história, recupero meu senso de identidade e me sinto apoiada e conectada com outras mulheres. | ” |

Ao ouvir os testemunhos de outras mulheres vítimas da escravidão sexual, Kim teve noção de quantas pessoas ainda sofriam, mesmo após o fim da exploração. Por mais de 20 anos, Kim participou de protestos semanais, exigindo desculpas do governo japonês e reparações às vítimas. Através de seu trabalho, ela tentou concientizar a população sobre os crimes cometidos durante a guerra e como ainda havia pessoas que não foram ouvidas na época e dependiam de outras pessoas que lutassem por elas.
Junto de Gil Won-ok, também uma vítima da escravidão sexual, Kim criou o The Butterfly Fund, a fim de auxiliar mulheres vítimas de violência sexual em conflitos armados pelo mundo. O nome do fundo tem a ver com o voo da borboleta, onde as fundadoras desejam que as vítimas possam sair de seus casulos e voarem livres da opressão.
O fundo foi criado com doações pessoais e tinha como finalidade ser doado para às vítimas da escravidão sexual.  Depois, o Conselho Coreano para as Mulheres Vítimas da Escravidão Sexual Militar pelo Japão (KCWD em inglês) formalmente adotou o Butterfly Fund de maneira a continuar o trabalho de Kim e Gil. Em 2012, o fundo começou a pagar 500 dólares por mês para um grupo de apoio a vítimas de crimes sexuais de guerra na República Democrática do Congo. A ideia é expandir o fundo quando o governo japonês liberar as reparações de guerra.
A primeira beneficiária do fundo foi Rebecca Masika Katsuva, vítima da exploração sexual e que mantém um abrigo para outras vítimas. Ele também é utilizado para prestar auxílio a vítimas vietinamitas estupradas por soldadores coreanos entre 1964 e 1973, durante a Guerra do Vietnã. Kim ressalta que a Coreia do Sul também deve reconhecer os crimes de guerra cometidos pelo país.

## Arte
Em 1992, Kim se mudou para a Casa da Partilha, uma casa criada para acolher mulheres vítimas da escravidão sexual, localizada em Seoul. Em seu tempo na casa, ela teve aulas de arteterapia, onde aprendeu a pintar em telas, madeira e aquarela. Em suas telas, Kim contava sua história para gerações futuras. As telas pintadas pelas mulheres residentes na casa ajudavam nas campanhas de conscientização sobre a exploração sexual, além de levar ao público o conhecimeto dos crimes de guerra cometidos contra as mulheres de conforto.

## Morte
Kim estava internada no Hospital Severance, em Seoul, onde recebeu a visita do presidente sul-coreano, Moon Jae-in, e morreu em 28 de janeiro de 2019, aos 92 anos, devido a um câncer. No cortejo de seu funeral, seu caixão passou em frente à embaixada japonesa, aos gritos de "queremos desculpas" daqueles que acompanhavam o veículo. Kim nunca recebeu um pedido formal e pessoal de desculpas do governo japonês.

## Legado
Em novembro de 2019 foi lançado o documentário My Name Is Kim Bok-dong, que conta a história de Kim e de seu ativismo em busca de reparações por parte do governo japonês.

## Desculpas do governo japonês
Em 1992, o Japão reconheceu oficialmente que seu Exército teve participação no rapto de cerca de 200 mil coreanas e chinesas que se tornaram escravas sexuais em bordéis para atender aos soldados japoneses. Em 1998, em uma decisão até então inédita, uma corte de Yamaguchi, no sul do Japão, condenou o governo japonês a indenizar três cidadãs coreanas transformadas em escravas sexuais de soldados japoneses durante a Segunda Guerra Mundial.
Em 2016, as vítimas da exploração sexual entraram com um processo contra o Japão por sequestro, violência sexual e tortura durante a Segunda Guerra Mundial. Em janeiro de 2021, o Tribunal de Justiça de Seul ordenou que o Japão compense 12 mulheres vítimas da escravidão sexual provocadas por soldados japoneses antes e durante a Segunda Guerra.
Para o governo japonês, a desculpa oficial foi feita em 1965, como parte de um acordo que normalizava e restabelecia a relação entre os dois países, mas as vítimas consideram as desculpas injustas, pois a Coreia vivia um período de ditadura militar. Outro pedido foi feito em 2015, onde o Japão prometeu ajudar às vítimas com US$ 8 milhões, mas em 2018, o presidente da Coreia do Sul, Moon Jae-in, anulou o acordo feito por seu antecessor, dizendo que ele não refletia os desejos das mulheres sobreviventes.
Existem hoje apenas 16 mulheres sobreviventes da escravidão sexual na Coreia, enquanto os parentes de outras sete vítimas levam o processo adiante.